# Jean-Chrysostôme Calès
Pour les articles homonymes, voir Calès.
Jean-Chrysostôme Calès, né le 27 janvier 1769 à Caraman (Haute-Garonne) et mort le 21 avril 1853 à Cessales (Haute-Garonne), est un officier de l'armée française qui sert au cours des guerres révolutionnaires et des guerres napoléoniennes. Il est également un représentant élu à la Chambre des Cent-Jours.

## Biographie
Jean-Chrysostôme Calès, fils de « Jean Calès, échevin de Caraman et de Demoiselle Jeanne Rochas », naît le 27 janvier 1769 à Caraman, un petit village de la région du Lauragais près de Toulouse. Jean-Chrysostôme est le quatrième frère d'une fratrie de 10 enfants, comprenant deux sœurs et huit frères, dont Jean-Marie Calès (1757-1834), l'aîné, qui est député de la Haute-Garonne à la Convention et au conseil des Cinq-Cents, le second frère Jean (1764-1840), qui est inspecteur général des hôpitaux militaires, et le cinquième frère cadet Jean Joseph Étienne Victorin (1772-1853), qui est officier militaire. Leurs parents sont des propriétaires terriens du Lauragais, issus de vieilles familles protestantes enracinées dans la région et converties au catholicisme après la révocation de l'édit de Nantes par le roi Louis XIV en 1685.

### Service dans les armées révolutionnaires françaises (1792-1804)
Jean-Chrysostôme Calès entre au service le 10 mars 1792 à l'âge de 23 ans, en qualité de lieutenant dans le 5e bataillon de volontaires de la Haute-Garonne. Ce bataillon, formé de 455 volontaires des districts de Toulouse, Rieux, Villefranche, Castelsarrasin, Muret, Saint-Gaudens, Revel et Grenade et rassemblés à Toulouse, est amalgamé le 1er messidor An III (19 juin 1795) avec des régiments d'ancien régime dans la 130e demi-brigade de première formation, elle-même reformée en 4e demi-brigade de deuxième formation le 22 ventôse An IV (12 mars 1796) afin de mettre de l'ordre dans la confusion des corps d'infanterie, et finalement est renommée 4e régiment d’infanterie de ligne le 1er vendémiaire an XII (24 septembre 1803) par décret du Premier Consul. Le lieutenant Jean-Chrysostôme Calès sert ce 5e bataillon de volontaires au sein de la 7e compagnie de Villefranche avec son frère cadet, le capitaine Jean Joseph Étienne Victorin Calès.
Le lieutenant Calès part avec son bataillon de volontaires en mai 1792 pour l'armée des Alpes, l'une des armées de la révolution française, et est nommé capitaine le 19 septembre 1792, soit la veille de la victoire française à la bataille de Valmy le 20 septembre et l'avant veille de la séance inaugurale de la Convention nationale le 21 septembre, dans laquelle siège son frère aîné Jean-Marie qui proclame la première république française le 22 septembre.

#### À l’armée des Pyrénées orientales (1794)

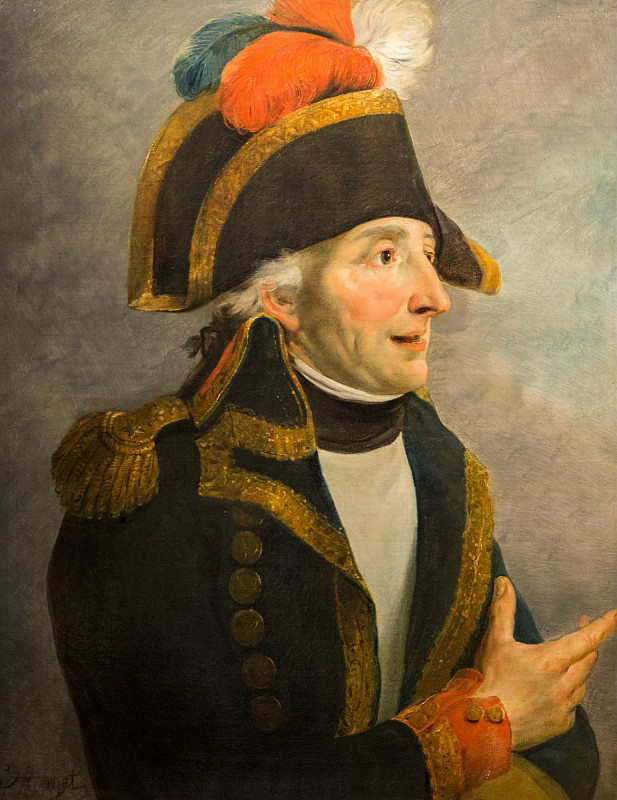
Le Général Dugommier, commandant de l’armée des Pyrénées Orientales, est tué le 18 novembre 1794 à la bataille de Montagne Noire, où se distingue le capitaine Calès (par Georges Rouget, 1835)

Le capitaine Calès passe en l'An II (au cours du régime de la terreur) à l'armée des Pyrénées orientales, formée par la Convention à la suite de l'invasion de la France par le royaume d'Espagne en avril 1793 en représailles à l'exécution du roi Louis XVI trois mois auparavant. Calès se distingue particulièrement le 27 brumaire An III (17 novembre 1794) à l'affaire de la Montagne-Noire (également appelée Bataille de la Sierra Negra) : à la tête de 2 compagnies de chasseurs, Calès culbute près de 800 espagnols. Le général français Jacques François Dugommier est tué lors de la bataille mais les espagnols sont vaincus. Le célèbre chirurgien Larrey se distingue également pendant cette bataille en pratiquant en une journée pas moins de 200 amputations. Cette victoire décisive des troupes françaises conduit à la capture de Figuières, puis au siège victorieux de Roses et à la fuite des troupes espagnoles par voie maritime, et finalement à la signature du traité de Bâle entre la France et la Prusse (le 5 avril 1795) et entre la France et l’Espagne (le 22 juillet 1795 - 4 thermidor An III), par laquelle les deux pays signent la paix avec la France révolutionnaire victorieuse, abandonnant ainsi la Première Coalition. Cependant, Calès est blessé le 29 novembre au cours du blocus de Figuières par l'explosion d'un magasin à poudre.

#### À l’armée d'Italie (1796)
Au début de l'année 1796, le capitaine Calès est envoyé à l'armée d'Italie commandée par le jeune général en chef Bonaparte, investi le 2 mars 1796 par le Directoire, le nouveau régime républicain dans lequel son frère aîné Jean-Marie avait été élu quelques mois auparavant député au Conseil des Cinq-cents. En septembre 1795, cette armée d'Italie reçoit 4 divisions (16 000 hommes) de renfort en provenance de l’armée des Pyrénées orientales victorieuse. Avec ces renforts, cette petite armée, forte de 50 000 hommes, est composée en très forte majorité de bataillons de volontaires du Midi, dont fait partie Calès. Elle est appelée, en principe, à ouvrir un simple front de diversion contre l'Autriche, tandis que deux armées du Rhin, l'armée de Sambre-et-Meuse du général Jourdan et de Rhin-et-Moselle du général Moreau,
bien plus puissantes, contournent les autrichiens par le nord.

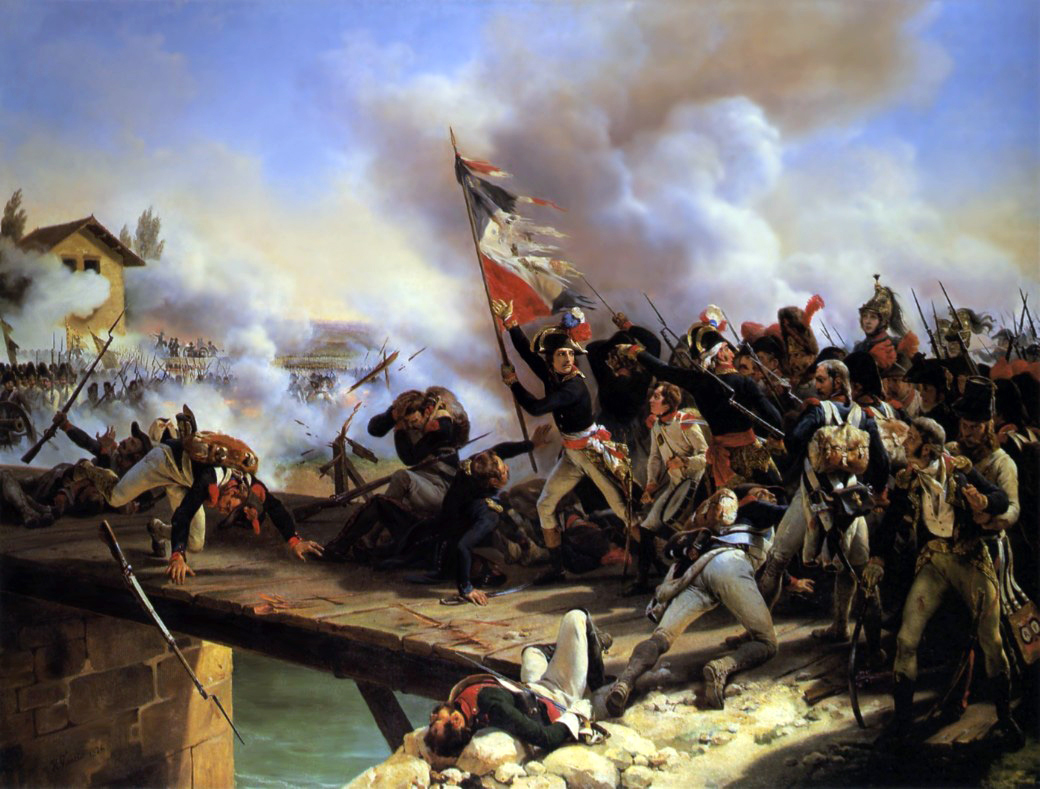
Le Général Bonaparte à La Bataille du pont d'Arcole, (par Horace Vernet, 1826). Le capitaine Calès (4e régiment) prend part à cette célèbre bataille de la campagne d'Italie les 15-17 novembre 1796.

Suivant le plan d'offensive éclair longuement médité par le général Bonaparte, le 4e régiment d'infanterie de ligne de Calès (division du général Augereau) se bat aux batailles du pont de Lodi (10 mai 1796), de Castiglione (5 août), de Bassano (8 septembre), du pont d'Arcole (15-17 novembre) et de Rivoli (13-14 janvier 1797). 
Lors de la bataille de Castiglione, le capitaine Calès reçoit un coup de feu au bras droit. Or, alors que l'ennemi était sur le point d'enfoncer la gauche, Calès parvient à rallier le 3e bataillon qu'il commande et à repousser finalement les autrichiens. Les troupes françaises reprennent ainsi leurs positions. Cette bataille, menée par les Français commandés par les généraux Bonaparte, Masséna et Augereau contre trois armées autrichiennes, n'est pas décisive, mais demeure considérée comme la plus importante pour le sort victorieux de la campagne d'Italie.

#### Aux armées de l'Ouest, de Batavie et du Rhin (1800)
Le 4e régiment rentre en France au commencement de l'année 1798. Il ne suit cependant pas le général Bonaparte dans sa campagne d'Égypte et de Syrie menée entre 1798 et 1801. De l'An VI à l'An IX, le capitaine Calès sert aux armées de l'Ouest, de Batavie et du Rhin. On le retrouve lors de la campagne de Suisse, les 3 et 9 mai 1800, aux batailles d'Engen et de Biberach. Le 13 floréal An VIII (3 mai 1800), à la bataille d'Engen, la demi-brigade du capitaine Calès est enveloppée par la cavalerie ennemie, mais il parvient à s'ouvrir un passage, et quoique blessé, il ne quitte point son service. Cette bataille, menée entre la France et l'Autriche, aboutit à une victoire des troupes françaises commandées par le général Jean Victor Marie Moreau contre celles des autrichiens, menées le général Pál Kray. Six jours après, le 19 floréal An VIII (9 mai 1800) à la bataille de Biberach, Calès commande le bataillon des grenadiers réunis : il repousse l'ennemi et s'empare de 2 pièces de canon. L'armée française menée par le général Laurent Gouvion Saint-Cyr remporte la bataille contre une partie de l'armée autrichienne dirigée par le général Pál Kray. Le 15 juillet 1800, Moreau signe avec Kray l'armistice de Parsdorf. Rappelé en France, le 4erégiment repasse le Rhin à Kehl et arrive à Nancy au mois d'août 1801.

### Service dans la Grande Armée (1804-1810)

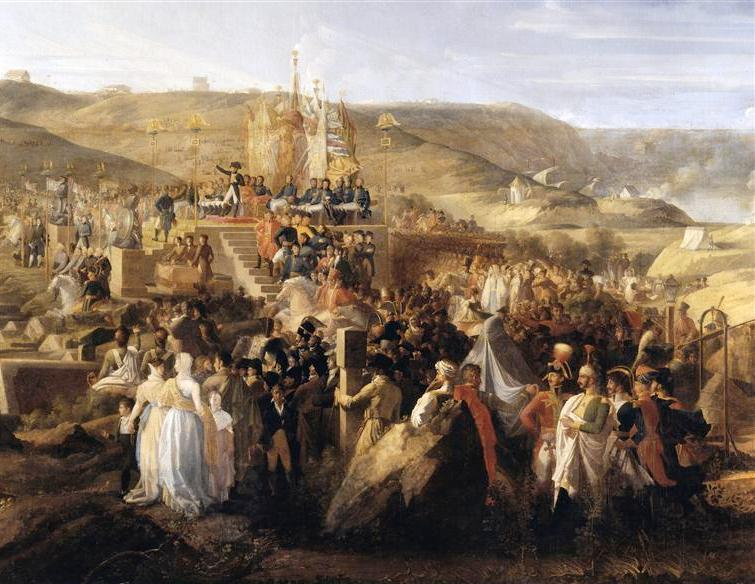
Napoléon Ier distribue les croix de la légion d'honneur au camp de Boulogne le 16 août 1804 (Philippe-Auguste Hennequin - Château de Versailles)

#### Au camp de Boulogne (1804)
Le capitaine Calès est envoyé au camp de Boulogne qui est établi aux alentours de Boulogne-sur-Mer en 1803, où le général Bonaparte, désormais chef du gouvernement depuis 1799 et Premier consul à vie depuis 1802, assemble pour la première fois sa fameuse « Grande Armée » (ou armée des côtes de l'Océan), en vue d'un débarquement en Grande-Bretagne.

Calès y est nommé membre de la Légion d'honneur (« Légionnaire », plus tard renommé « Chevalier ») le 25 prairial An XII (14 juin 1804). Napoléon Ier, tout récemment proclamé Empereur des Français le 18 mai 1804, décore Calès au camp de Boulogne le 16 août, lors de la toute première cérémonie de remise de Légion d’honneur militaire de l'histoire de France. Le capitaine Calès est également promu Chef de bataillon dans le 4e régiment d’infanterie de ligne de la Grande Armée le 3 germinal An XIII (24 mars 1805). 

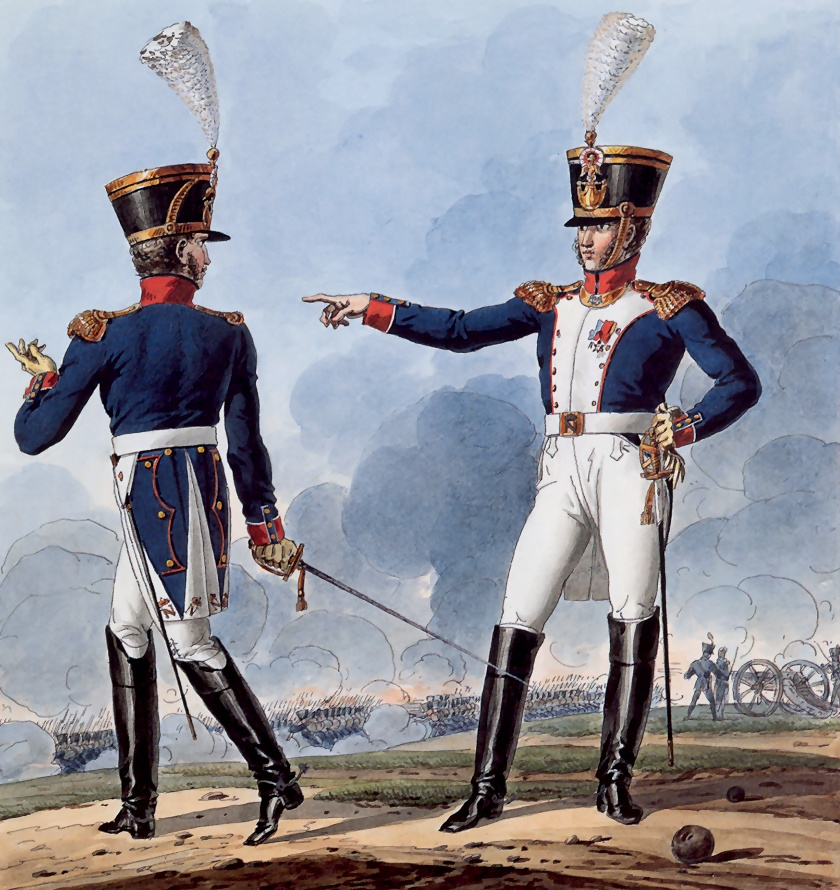
Chef de Bataillon (à gauche: épaulette gauche à franges, épaulette droite sans franges) et Colonel (à droite: deux épaulettes à franges) de l'infanterie de ligne de la Grande Armée en 1812 (par Carle Vernet, La Grande Armée de 1812)

Il sert dans le fameux 4e corps du maréchal Soult, sous les ordres du colonel Joseph Bonaparte (frère aîné de Napoléon, et plus tard roi de Naples et roi des Espagnes et des Indes), puis du colonel Louis-Léger Boyeldieu. À la tête du 3e bataillon de réserve, Calès ne prend cependant pas part aux combats de la campagne d'Autriche (batailles d'Ulm et d'Austerlitz) et stationne aux camps de Nancy (juin 1805), de Schiltigheim (mars 1806) et de Strasbourg (janvier, mai, juillet 1806).

#### Aux campagnes de Prusse (1806) et de Pologne (1807)

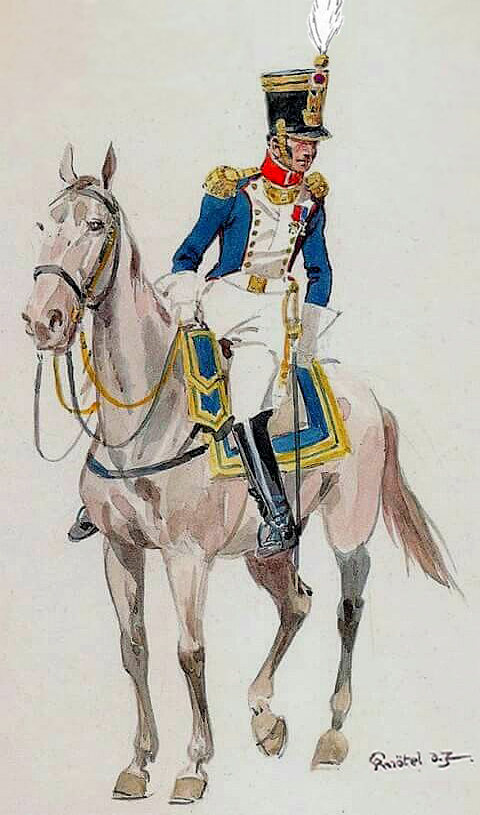
Colonel de régiment d'infanterie de ligne de la Grande Armée (par Richard Knötel)

Le chef de bataillon Calès est finalement envoyé au combat en octobre 1806 et prend part aux combats des campagnes de Prusse (1806) et de Pologne (1807). Il ne participe cependant ni à la célèbre bataille d'Iéna, ni à celle d'Auerstaedt (les deux menées en parallèle le 14 octobre 1806, où l'armée Prussienne est littéralement balayée par les troupes françaises), car la division Leval, qui comprend son 4e régiment, ne peut arriver à temps à Iéna. Il se distingue en revanche au combat de Bergfried (3 février 1807), prélude à la bataille d'Eylau: 

« Le combat de Bergfried fait le plus grand honneur au général Leval. Les généraux Schiner et Viviès, le colonel Boyeldieu, les commandants Reboul et Calès s'y distinguèrent ; les hommes y ont montré la plus grande valeur »

— Maréchal Soult, commandant du 4e Corps.
 Le colonel Boyeldieu, blessé d'un coup de feu à la fesse gauche dans le courant de l'affaire, continue de commander le 4e régiment jusqu'à la nuit; le lendemain cependant, il est forcé d'en laisser la direction au chef de bataillon Calès qui le commande « avec bravoure » au cours de la célèbre bataille d'Eylau (7-8 février 1807). L’arrivée de son régiment (au sein de la division Leval) est décisive et contraint les Russes à se replier dès le premier jour de la bataille. 
Le chef de bataillon Calès est alors promu Colonel le 14 février 1807, le lendemain du retour du colonel Boyeldieu, et prend en charge le commandement du célèbre 96e régiment d'infanterie de ligne (héritier du régiment allemand de Nassau, dans lequel sert un siècle plus tard, en 1915 au cours de la 1re guerre mondiale, le sous-lieutenant Guillaume Apollinaire). Calès sert alors dans le fameux 1er corps du Maréchal Victor et commande trois bataillons et près de 4 000 soldats du 96e régiment.
Le colonel Calès commande notamment le 96e régiment quatre mois plus tard lors de la célèbre bataille de Friedland, le 14 juin 1807, qui voit l’armée française commandée par Napoléon s’imposer de manière spectaculaire face à l'armée russe conduite par le comte Levin August von Bennigsen. Cette victoire décisive marque, avec la signature des traités de Tilsit (7 et 9 juin 1807) par l'empereur Napoléon Ier et le tsar Alexandre Ier, la fin de la guerre de la Quatrième Coalition et l'ouverture d'une courte période de paix en Europe.
Le colonel Calès est fait officier de la Légion d'honneur le 11 juillet 1807.

#### A la campagne d'Espagne (1808)
Passé en septembre 1808, avec son 96e régiment, au 1er corps de l'armée d'Espagne (toujours sous les ordres du maréchal Victor), il prend part à la guerre d'Espagne. Aux combats du défilé de Sommosierra le 30 novembre 1808, le 96e régiment est l'un des corps les plus éprouvés, avec une dizaine de soldats tués, une quarantaine de blessés, et trois officiers blessés, dont le colonel Calès qui reçoit un coup de feu à la jambe droite. La victoire des troupes françaises ouvre cependant la route de Madrid. Il reçoit un second coup et est fortement blessé à la jambe lors d'un assaut meurtrier à la bataille de Talavera le 28 juillet 1809 (à environ 120 km au sud-ouest de Madrid), l'une des batailles les plus sanglantes de cette guerre d'Espagne, qui coûte environ 7 000 hommes à chacun des deux partis.

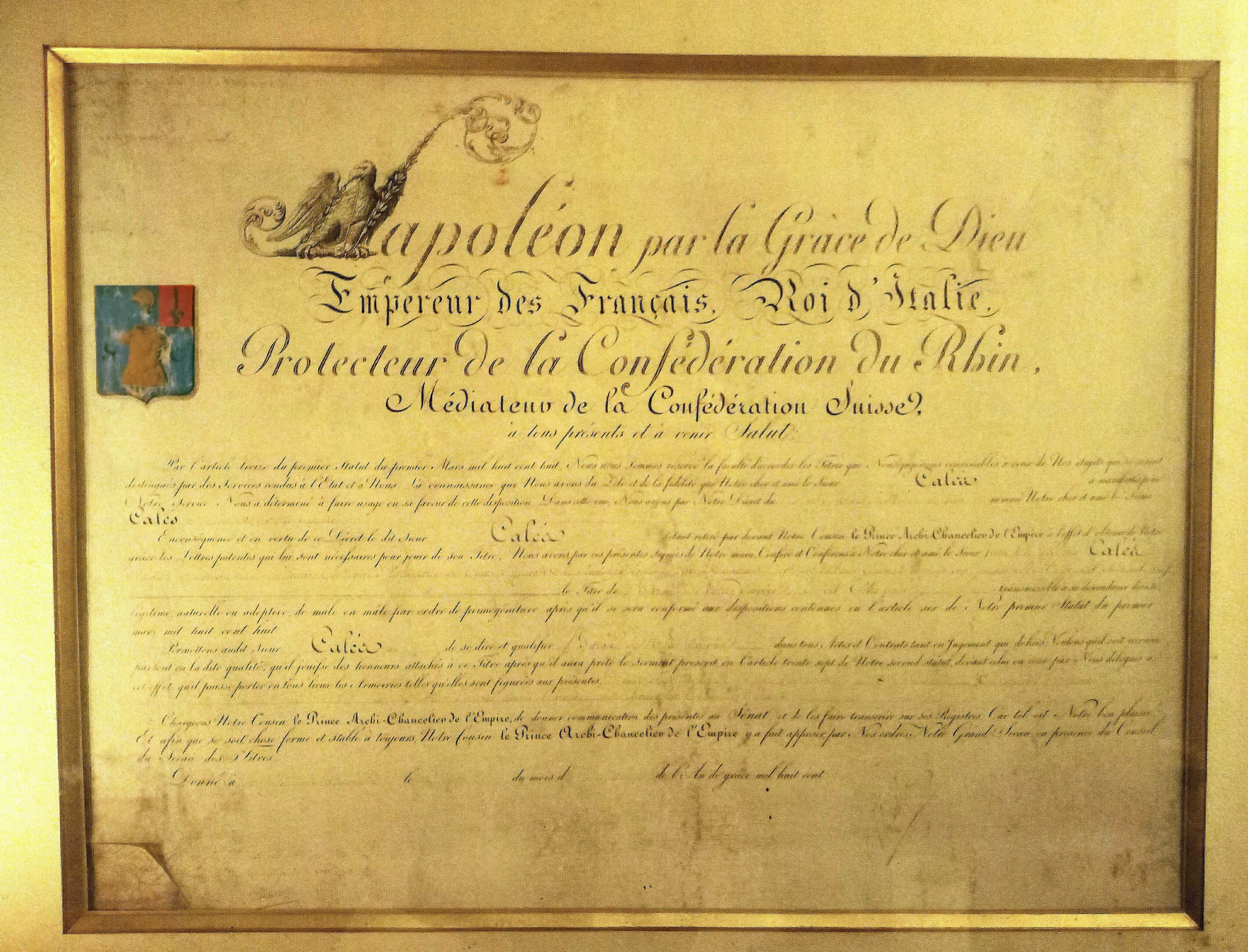
Lettres patentes - Brevet de Baron de l’Empire au nom de Jean-Chrysostôme Calès, colonel au 96e régiment d'infanterie de la Grande Armée - signé Napoléon

Calès est créé baron de l'Empire par l'empereur Napoléon Ier le 15 août 1809. Un très faible nombre de colonels est nommé à ce grade nobiliaire qui est généralement réservé aux généraux, aux maires des grandes villes et aux évêques. De 1808 à 1814, 1090 titres de baron sont créés.
Admis à la retraite le 15 mai 1810, Calès quitte le corps le 1er juillet suivant et se retire à Cessales en Haute-Garonne, d'où il assiste à l'abdication de l'empereur Napoléon Ier, à son exil sur l'île d'Elbe et au retour de Louis XVIII lors de la 1re Restauration en avril 1814.

### Election à la Chambre des Cent-Jours (1815)
Après le retour aux affaires de Napoléon en mars 1815 et l'organisation d'élections législatives les 8 et 22 mai 1815, le baron Calès est élu le 16 mai 1815, représentant à la Chambre des Cent-Jours par l'arrondissement de Villefranche-de-Lauragais. Il est l'un des onze colonels de la Grande Armée qui siègent dans cette chambre. Mais à la suite de la sévère défaite de Napoléon à la bataille de Waterloo le 18 juin 1815 et à sa seconde abdication le 22 juin, la Chambre est dispersée le 8 juillet et dissoute le 13 juillet 1815 par ordonnance du roi Louis XVIII. Elle n'aura existé qu'un peu plus d'un mois seulement.
Jean-Chrysostôme Calès se retire définitivement à Cessales. Il y décède le 21 avril 1853, à l'âge de 84 ans.

## Décorations
- Légion d'honneur[21]:
  -  Chevalier de la Légion d'honneur (« légionnaire ») (25 prairial an XII, 14 juin 1804)
  -  Officier de la Légion d'honneur (11 juillet 1807).

## Armoiries
| Figure | Nom du baron et blasonnement |
| ------ | --- |
|        | Armes du baron Calès et de l'Empire (décret du 19 mars 1808, lettres patentes du 11 juillet 1810 (Rambouillet)). D'azur, à la cuirasse à l'antique d'or adextrée d'une S et sénestrée d'un C d'argent et surmontée d'un casque aussi d'or posé au deuxième point en chef ; franc quartier des barons tirés de l'armée. Livrées : les couleurs de l'écu. |

## Généalogie
Jean-Chrysostôme Calès est :
- le frère cadet de Jean-Marie Calès (1757-1834), député à la Convention nationale (1792-1795) et au Conseil des Cinq-Cents (1795-1798).
- l'oncle de Godefroy Calès (1799-1868), député à l'Assemblée nationale constituante (Deuxième République) (1848-1849).
- le grand-oncle de Jean Jules Godefroy Calès (1828-1889), député à la Chambre des députés (Troisième République) (1885-1889).